# Madeleine Sylvain-Bouchereau
Pour les articles homonymes, voir Sylvain et Bouchereau.
Madeleine Sylvain-Bouchereau, née le 5 juillet 1905 à Port-au-Prince (Haïti) et morte en 1970 à New York (États-Unis) est une sociologue et une éducatrice haïtienne. En 1934, elle est l'une des principales fondatrices de la Ligue d'action sociale des femmes, la première organisation féministe en Haïti. 

## Biographie
Née le 5 juillet 1905 à Port-au-Prince, elle est la fille du poète et diplomate Georges Sylvain et de sa femme Eugénie Mallebranche. Elle fait partie d'une fratrie de sept enfants. Sa sœur aînée, Suzanne Comhaire-Sylvain (1898-1925), a été la première femme anthropologue d'Haïti, tandis que sa sœur cadette, Yvonne Sylvain (1907-1989), a été la première femme médecin du pays. Son frère, Normil Sylvain (1900-1929), a fondé La Revue indigène, qui publie de la poésie et de la littérature haïtiennes. Son plus jeune frère, Pierre Sylvain (1910-1991), un botaniste, a rendu compte de la production de café en Éthiopie.
Étudiante brillante, elle a fait ses études en Haïti, à Porto Rico et aux États-Unis. Elle obtient un diplôme en droit à l'université d'État d'Haïti en 1933. Elle décroche également un diplôme en éducation et en sociologie à l'université de Porto Rico (1936-1938) et au Bryn Mawr College. Elle obtient son doctorat en sociologie en 1941 a l'université de Pennsylvanie. Sa thèse Haïti et ses femmes.  Une étude d'évolution culturelle, publiée en 1957, est la première réalisée en sociologie par une femme haïtienne. 
Sa carrière universitaire débute en 1941, quand elle devient enseignante à l'Institut d'ethnologie d'Haïti. À partir de 1945, elle enseigne à l'École nationale d'agriculture et à l'Université Fisk. Elle était membre honoraire de la sororité Delta Sigma Theta.
En vue d'améliorer les conditions sociales et économiques des femmes, avec plusieurs autres femmes appartenant aux classes supérieures et moyennes, elle crée la Ligue féminine d'action sociale,, notamment avec Alice Garoute. Elle joue un rôle important en contribuant à La Voix des Femmes, le journal de l'organisation.

## Activité internationale
La carrière internationale de Madeleine Sylvain-Bouchereau commence en 1937, alors qu'elle est déléguée d'Haïti à la troisième Conférence interaméricaine sur l'éducation. Elle participa très tôt aux travaux des Nations unies, organisant des services sociaux pour les prisonniers politiques polonais en 1944. Elle siège au premier comité pour les droits des femmes et, de 1952 à 1956, aide la Ligue internationale des femmes pour la paix et la liberté à organiser des cours de formation à Copenhague et à Hambourg. De 1966 à 1968, elle est conseillère auprès du gouvernement togolais en matière de développement communautaire.
Madeleine Sylvain-Bouchereau meurt en 1970 à New York.

## Activité politique
En 1957, à son retour au pays, elle pose sa candidature au poste de sénateur du département de l'Ouest. Ce sont ces élections qui ont porté la dictature des Duvalier au pouvoir. Aussi, Madeleine a du prendre le chemin de l'exil.

## Œuvres choisies
- 1944 : Éducation des femmes en Haïti, Port-au-Prince, Imp. de l'État.
- 1944 : Lecture haïtienne : La Famille Renaud, Port-au-Prince, Editions Henri Deschamps.
- 1946 : Les droits des femmes et la nouvelle constitution, dans La Femme haïtienne répond à l'attente de l'Assemblée, Port-au-Prince, Société d'édition et de librairie
- 1950 : Classe moyenne en Haïti, dans Matériaux pour l'étude de la classe moyenne en Amérique Latine, Washington, Département des sciences sociales de l'union panaméricaine.
- 1957 : Haïti et ses femmes. Une étude d'évolution culturelle, Port-au-Prince, Les Presses Libres.